# سيميون تشيليوسكين
سيميون تشيليوسكين كان مستكشفًا قطبيًا روسيًا وضابطًا بحريًا.

## طالع أيضًا
- قائمة المستكشفين